# Ar Rams
Ar Rams (Arabisch: الرمس) is een nederzetting vlak bij Ras al-Khaimah in de Verenigde Arabische Emiraten, het is een historische stad vanwege de vele gevechten tegen de Britten. Het was ooit een gemeenschap van vissers en parelduikers die vaak de overheersing door Ras Al Khaimah betwistten.

## Geschiedenis

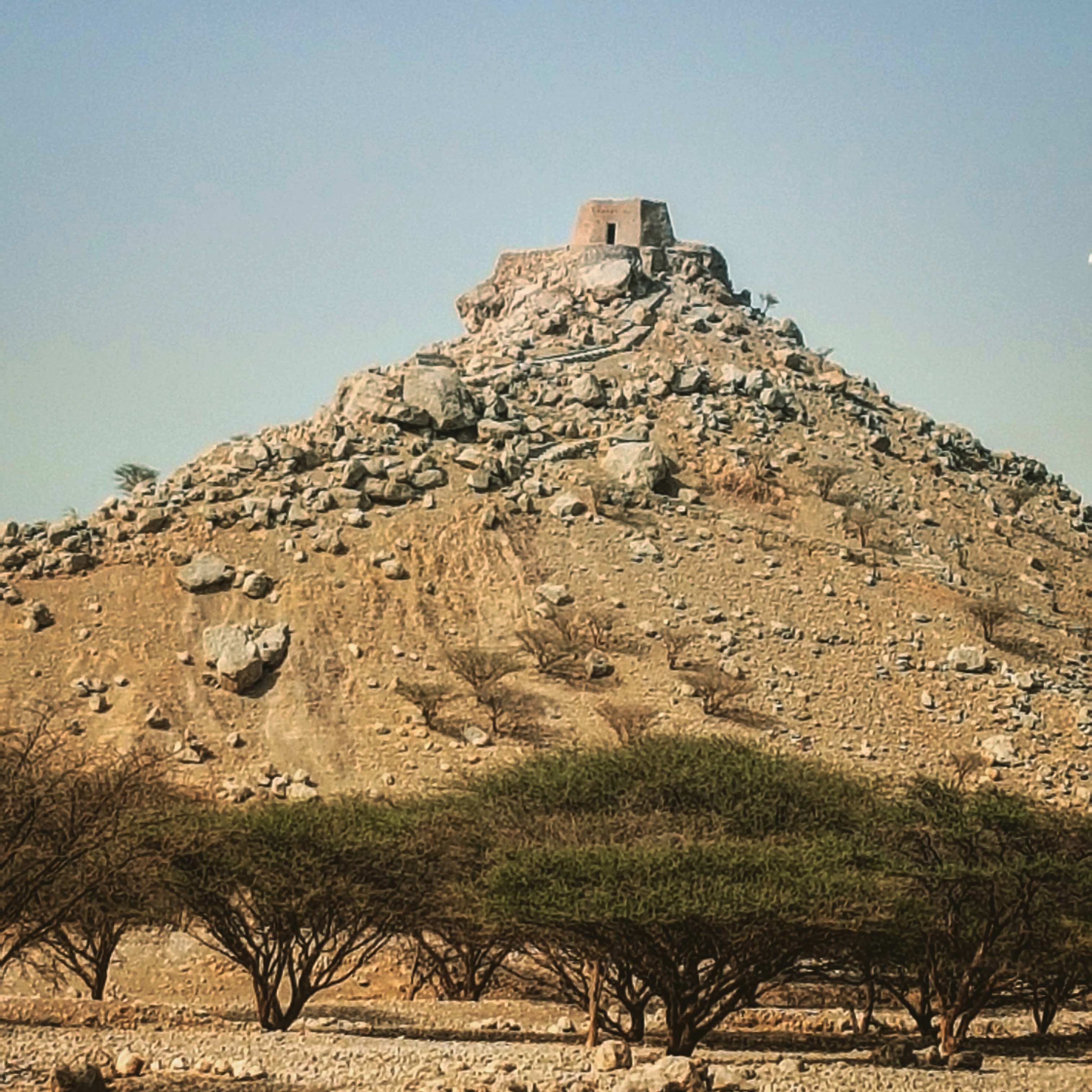
Dhayah fort op een heuveltop, in Ras Al Khaimah, VAE.

Ar Rams is een kustplaats waarvan het achterland bestaat uit bosschages, groepjes dadelpalmen en het Dhajah fort. De Britse strafexpeditie van 1819 landde bij Ar Rams, nadat ze Ras Al Khaimah hadden geplunderd. De Britten vochten zich een weg naar het binnenland tot Fort Dhayah, waar ze pittige tegenstand ontmoetten. Uiteindelijk namen ze 800 mannen, vrouwen en kinderen gevangen na het fort op de heuvel beschoten te hebben met kanonnen. Het Verdrag van 1820 dat daarna werd opgesteld, werd getekend door Hassan bin Ali, 'Sjeik van Zyah', die feitelijk de Sjeik van Rams en Dhayah was.
Ar Rams was het traditionele thuisgebied van de Al Tunaij-stam, in het begin van de 19e eeuw werden alle 400 huizen door hun leden bewoond. Ongeveer 100 jaar later had het dorp één winkel met een Perzische eigenaar en telde het zo'n 7000 dadelpalmen. Het binnenland bij Dhayah was toen onbewoond, na in 1819 door de Britten te zijn geplunderd. 
De Tanaij van Ar Rams huurden vaak leden van de Shihuh-stam uit de bergen in voor parelvisserij. Ar Rams beschikte over drie parelvisboten en 10  vissersschepen. Ar Rams kwam met zijn weerspannige onderdanen vaak in conflict met de heersers van Ras Al Khaimah.
Ar Rams heeft een strand met een lengte van 1,6 km, waar in mei 2018 duizenden dode vissen, waarschijnlijk sardines, aanspoelden. De mogelijke oorzaak was vervuiling van het zeewater. Eerder dat jaar was een 9 meter lange walvis aangespoeld.